# 思茅港
思茅港是云南省普洱市思茅区澜沧江临河港。澜沧江下游的湄公河除中国外，还流经缅甸、老挝、泰国、柬埔寨和越南五个国家，该港与下游景洪港、关累港并称国际港口。